# Madonna dei Martiri (Molfetta)
A Madonna dei Martiri-bazilika Molfetta városának egyik temploma, jelentős búcsújáró hely.

## Története
A templom építését I. Vilmos szicíliai király rendelte el 1162-ben, a város falain kívül, a Szentföldről hazatért kereszteslovagok által épített kórház szomszédságában. Az eredetileg egyhajós, két kupolás kápolnát a minoriták alakíttatták át és bővítették ki a 19. század elején. Az átépítési munkálatok során nyerte el mai, neoklasszicista formáját. 1987-ben basilica minor, azaz kis bazilika rangra emelték.
A bazilikában őriznek egy csodatévőnek tartott, Madonnát ábrázoló festményt, amelyet 1188-ban, kereszteslovagok hoztak a városba. A bazilikában őrzött számos műtárgy közül figyelemre méltó Michele Damasceno 1574-ből származó Rózsafüzéres Madonna festménye, valamint Francesco Lepore 1497-ben készült Szent Sír másolata, hatvankét kődarabból, amelyek feltehetően a Szentföldről származnak.